# Scaphiodonichthys burmanicus
Scaphiodonichthys burmanicus es una especie de peces de la familia
Cyprinidae en el orden de los Cypriniformes.

## Morfología
- Los machos pueden llegar alcanzar los 22 cm de longitud total.[1][2]

## Alimentación
Come principalmente larvas de insectos y, también pequeñas cantidades de detritus.

## Hábitat
Es un pez de agua dulce y de clima tropical.

## Distribución geográfica
Se encuentran en Asia: desde el norte de Tailandia hasta Camboya y el sur del Vietnam. También está presente en Birmania.